# Сент-Етьєн
Сент-Етьє́н (фр. Saint-Étienne, арп. Sant-Etiève, окс. Sant Estève) — місто та муніципалітет у Франції, у регіоні Овернь-Рона-Альпи, адміністративний центр департаменту Луара. Населення — 172 718 осіб (01.01.2021).
Муніципалітет розташований на відстані близько 410 км на південь від Парижа, 55 км на південний захід від Ліона. Знаходиться в Арпітанії. З 1959 року місто є побратимом Луганська.

## Історія
З XVI століття в Сент-Етьєні розвивалася збройова промисловість. Під час Великої французької революції, Сент-Етьєн був на короткий час перейменований в Арм-Віль фр. Armeville — збройове місто. Пізніше, став центром видобутку вугілля. Відомий виробництвом велосипедів.
Розвиток міста тісно пов’язаний з побудовою першої у континентальній Європі залізниці, що сполучила Сент-Етьєн з Андрезйо.
У першій половині XIX століття Сент-Етьєн був невеликим містечком з населенням близько 33 тис. чоловік, але вже до 1880-х років завдяки промисловій революції і бурхливому зростанню індустрії число жителів досягло 110 тис..

## Демографія
Динаміка населення (Cassini і INSEE ):
Розподіл населення за віком та статтю (2006):
| Стать | Всього | До 15 років | 15-24  | 25-44  | 45-64  | 65-85  | Понад 85 |
| --- | ------ | ----------- | ------ | ------ | ------ | ------ | -------- |
| Чоловіки | 83 520 | 14 463      | 14 098 | 22 110 | 19 388 | 12 133 | 1328     |
| Жінки | 93 912 | 13 340      | 14 818 | 21 907 | 21 998 | 18 480 | 3369     |
| \| Статево-вікова піраміда \| Статево-вікова піраміда \| Статево-вікова піраміда \| \| ----------------------- \| ----------------------- \| ----------------------- \| \| Чоловіки \| Вік \| Жінки \| \| 1328 \| 85 + \| 3369 \| \| 2320 \| 80-84 \| 4158 \| \| 2885 \| 75-79 \| 4988 \| \| 3476 \| 70-74 \| 5037 \| \| 3452 \| 65-69 \| 4297 \| \| 4195 \| 60-64 \| 4648 \| \| 5150 \| 55-59 \| 5845 \| \| 5067 \| 50-54 \| 5914 \| \| 4976 \| 45-49 \| 5591 \| \| 4719 \| 40-44 \| 5273 \| \| 5190 \| 35-39 \| 5080 \| \| 5616 \| 30-34 \| 5237 \| \| 6585 \| 25-29 \| 6317 \| \| 7788 \| 20-24 \| 8438 \| \| 6310 \| 15-20 \| 6380 \| \| 4563 \| 10-14 \| 4429 \| \| 4502 \| 5-9 \| 4222 \| \| 5398 \| 0-4 \| 4689 \| |        |             |        |        |        |        |          |
| Статево-вікова піраміда |        |             |        |        |        |        |          |
| Чоловіки | Вік    | Жінки       |        |        |        |        |          |
| 1328 | 85 +   | 3369        |        |        |        |        |          |
| 2320 | 80-84  | 4158        |        |        |        |        |          |
| 2885 | 75-79  | 4988        |        |        |        |        |          |
| 3476 | 70-74  | 5037        |        |        |        |        |          |
| 3452 | 65-69  | 4297        |        |        |        |        |          |
| 4195 | 60-64  | 4648        |        |        |        |        |          |
| 5150 | 55-59  | 5845        |        |        |        |        |          |
| 5067 | 50-54  | 5914        |        |        |        |        |          |
| 4976 | 45-49  | 5591        |        |        |        |        |          |
| 4719 | 40-44  | 5273        |        |        |        |        |          |
| 5190 | 35-39  | 5080        |        |        |        |        |          |
| 5616 | 30-34  | 5237        |        |        |        |        |          |
| 6585 | 25-29  | 6317        |        |        |        |        |          |
| 7788 | 20-24  | 8438        |        |        |        |        |          |
| 6310 | 15-20  | 6380        |        |        |        |        |          |
| 4563 | 10-14  | 4429        |        |        |        |        |          |
| 4502 | 5-9    | 4222        |        |        |        |        |          |
| 5398 | 0-4    | 4689        |        |        |        |        |          |

## Економіка
2010 року серед 108 957 осіб працездатного віку (15—64 років) 72 872 були активними, 36 085 — неактивними (показник активності 66,9%, у 1999 році було 65,4%). З 72 872 активних мешканців працювала 60 631 особа (31 729 чоловіків та 28 902 жінки), безробітними було 12 241 (6216 чоловіків та 6025 жінок). Серед 36 085 неактивних 15 408 осіб було учнями чи студентами, 8679 — пенсіонерами, 11998 були неактивними з інших причин.

У 2010 році в муніципалітеті нараховувалося 77550 оподаткованих домогосподарств, у яких проживали 161328,5 особи, медіана доходів виносила 16 183 євро на одного особоспоживача

## Транспорт
Починаючи з 1881 року вулицями міста курсує трамвай, який жодного разу надовго не припиняв своєї роботи. Хоча більшу частину трамвайних маршрутів замінили автобусами та тролейбусами ще у 1940-х роках, повністю ліквідовувати мережу не стали. Таким чином трамвайна мережа міста стала однією з небагатьох у Франції, що збереглася з ХІХ сторіччя.

## Промисловість
У Сент-Етьені знаходиться компанія Focal-JMLab, що виробляє аудіотехніку.

## Уродженці
- Жан-Луї Гассе (*1953) — французький футболіст, півзахисник, згодом — футбольний тренер.

- Філіпп Рішар (1891-1973) — французький актор
- Лоїк Перрен (*1985) — відомий французький футболіст, півзахисник
- Жорж Берета (*1946) — відомий у минулому французький футболіст, півзахисник.
- Габріель Де Мішель (*1941) — відомий у минулому французький футболіст, захисник.

## Міста-побратими
| Місто            | Країна          | Дата угоди |
| ---------------- | --------------- | ---------- |
| Ковентрі         | Велика Британія | 1955       |
| Вупперталь       | Німеччина       | 1958       |
| Луганськ         | Україна         | 1959       |
| Феррара          | Італія          | 1960       |
| Патри            | Греція          | 1990       |
| Катовиці         | Польща          | 1994       |
| Банська Бистриця | Словаччина      | 2006       |